# Elstra
Elstra, in alto sorabo Halštrow, è una città di 2 702 abitanti della Sassonia, in Germania.
Appartiene al circondario (Landkreis) di Bautzen (targa BZ).
Nella frazione di Kindisch vi è la sorgente del fiume Elster Nera (Schwarze Elster).